# Zillion (film)
Zillion is een Belgisch-Nederlandse biografische film uit 2022, geregisseerd door Robin Pront die het scenario schreef samen met Kevin Meul.

## Verhaal
1997: Computergenie Frank Verstraeten is klein van gestalte, zijn ambities des te groter. Met megadiscotheek Zillion bouwt hij in Antwerpen de place to be voor uitgaand Vlaanderen en ver daarbuiten. Frank paradeert er met Vanessa, de mooiste vrouw van België terwijl partner in crime Dennis Black Magic voor de pikante acts zorgt. Frank wordt even beroemd en berucht als z'n discotheek, maar trapt daarbij al te vaak op de verkeerde tenen.

## Rolverdeling
| Acteur                | Personage                  |
| --------------------- | -------------------------- |
| Jonas Vermeulen       | Frank Verstraeten          |
| Charlotte Timmers     | Vanessa Goossens           |
| Matteo Simoni         | Dennis Black Magic         |
| Barbara Sarafian      | Marleen Verstraeten        |
| Frank Vercruyssen     | Nico Tackaert              |
| Geert Van Rampelberg  | Dimi                       |
| Dirk Roofthooft       | Herman Goossens            |
| Koen De Sutter        | Burgemeester Kris Vanacker |
| Ella Leyers           | Nadine                     |
| Luk Wyns              | Chico                      |
| Milorad Kapor         | Marius                     |
| Eben Yehemdi          | Lana                       |
| Poal Cairo            | Gino                       |
| Tim Tubbax            | Wesley                     |
| Bob Stoop             | Ronny Vortex               |
| François Beukelaers   | Diederik De Caluwé         |
| David Dermez          | onderzoeksrechter William  |
| Ward Kerremans        | DJ Deca                    |
| Jennifer Heylen       | Nathalie                   |
| Bobbi Eden            | presentatrice Porno Awards |
| Viv Van Dingenen      | Patricia Goossens          |
| Wouter Bruneel        | douanier 1                 |
| Sieber Marly          | douanier 2                 |
| Jan Eelen             | politie-inspecteur 1       |
| Stijn Van de Wiel     | politie-inspecteur 2       |
| Andrew Van Ostade     | nerd Bjorn                 |
| Sigi Van Roy          | nerd Joeri                 |
| Stefan Perceval       | advocaat 1                 |
| Sam Bogaerts          | advocaat 2                 |
| Rafik Bouazza         | homejacker Mourad          |
| Mohamed Oueld Chaïb   | homejacker Yassin          |
| Simon Van Buyten      | barman Zillion             |
| Luc Appermont         | presentator Waagstuk       |
| Marijke Van der Kelen | kandidaat Waagstuk         |
| Michel Bauwens        | presentator debat          |
| Frank De Kaey         | buurtbewoner debat         |
| Vera Van Dooren       | buurtbewoonster debat      |
| Lukas Bulteel         | raver debat                |
| Kristof Coenen        | fotograaf Gianni           |
| Ilse De Vis           | nieuwsreporter             |
| Ruud Gielens          | Ludo depannage             |
| Patricia Goemaere     | dokter                     |
| Jo Laureys            | technieker Zillion         |
| Elyne Notebaert       | Zundays act                |
| Dominique Verschaeren | Boris                      |
| Patrycja Pulit        | Tasha                      |
| Vincent Van Trier     | DJ Carré                   |
| Sven Lanvin           | Zillion voice              |

## Productie
In februari 2020 stelde Robin Pront in discotheek Carré in Willebroek de cast voor van de film met Jonas Vermeulen (als Frank Verstraeten), Charlotte Timmers, Barbara Sarafian, Geert Van Rampelberg, Dirk Roofthooft en Frank Vercruyssen. Eerder was al bekendgemaakt dat Matteo Simoni de rol van Dennis Black Magic zou spelen. De filmopnames op locatie in België en Nederland waren oorspronkelijk gepland om te beginnen op 16 maart 2021 maar werden uitgesteld wegens de coronapandemie. Uiteindelijk konden de filmopnames van start gaan op 13 augustus 2021 en ze eindigden in de herfst 2021. Er werd onder andere gefilmd in de discotheken Carré (Willebroek) en Kokorico (Lievegem) en het Sportpaleis in Antwerpen. De buitengevel van de oorspronkelijke discotheek werd nagebouwd en gefilmd in de Merksemsestraat ter hoogte van huisnummer 34 te Antwerpen. De voormalige brasserie Le Castel in Lessen werd voor de film omgebouwd tot de Crèmerie Marleen.  
Zillion is een productie van FBO in coproductie met Woestijnvis en Millstreet Films en kreeg steun van het Vlaams Audiovisueel Fonds, Screen Flanders, het Nederlands Filmfonds, The Netherlands Film Production Incentive en het Belgische Tax Shelter voor filmfinanciering.
De film ging in première op 25 oktober 2022.

## Ontvangst
- Met 703.613 bioscoopbezoekers is Zillion bij de 10 meest succesvolle Belgische bioscoopfilms ooit.[6]

## Trivia
- Frank Verstraeten heeft een cameo in de film als de man die de slang koopt op de veiling. Ook zijn huidige partner Ina Grieten is te zien tijdens de veilingscène.
- Acteur Sam Bogaerts, die een advocaat speelt was reeds overleden toen de film in première ging.
- De Adagio for Strings-remix van Tiësto die gebruikt wordt in de film en in de promotie ervan, bestond niet ten tijde van de Zillion. Deze remix werd pas in 2005 uitgebracht, jaren na de sluiting van de discotheek. De versie die destijds te horen was in de discotheek is een remix van Barber's Adagio for Strings door William Orbit en Ferry Corsten.